# Dorfkirche Dallgow

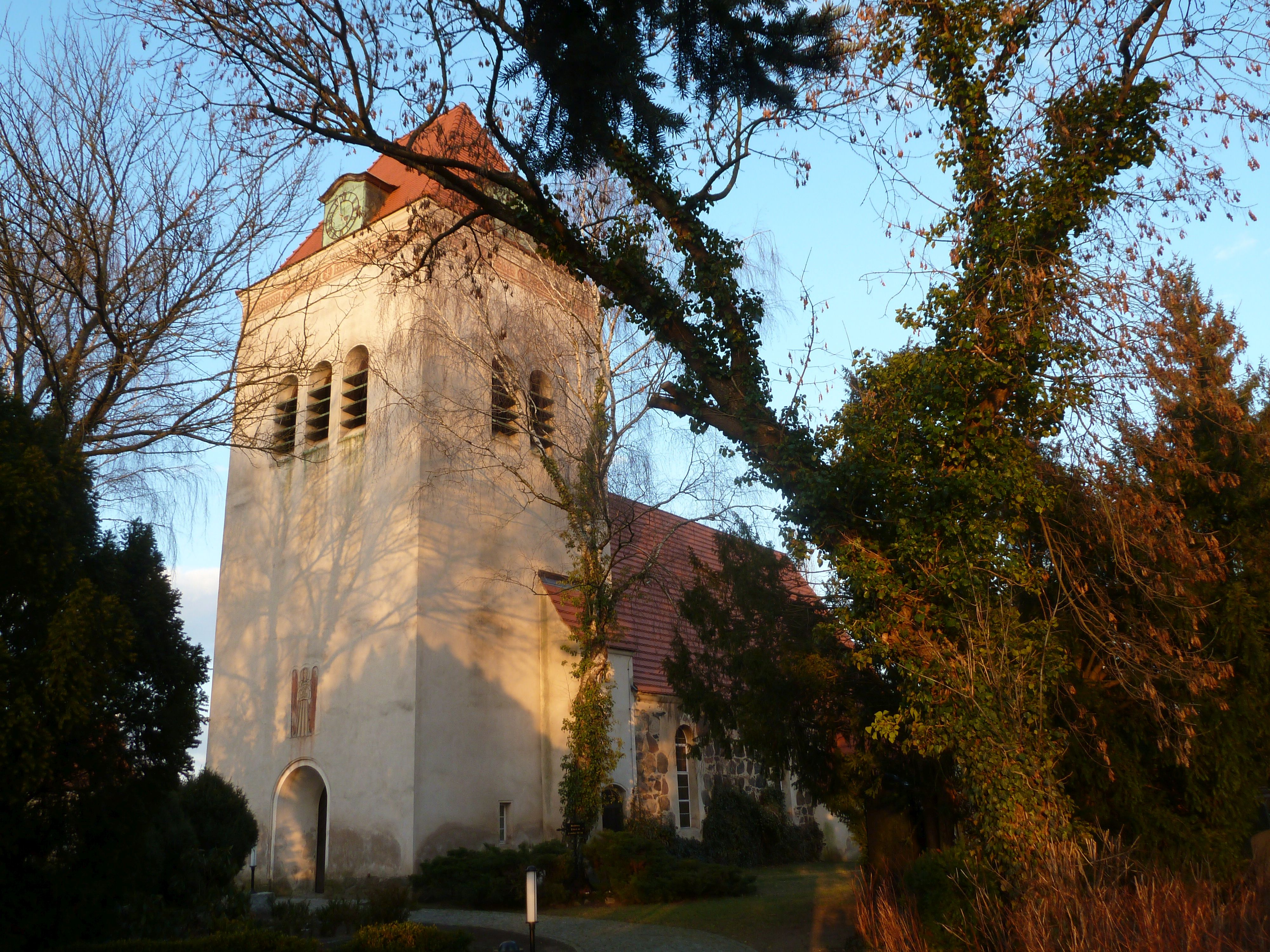
Dorfkirche Dallgow (2015)

Die Dorfkirche Dallgow ist ein denkmalgeschütztes evangelisches Kirchengebäude im Gemeindeteil Dallgow der Gemeinde Dallgow-Döberitz im Landkreis Havelland in Brandenburg. Es steht auf der Dorfaue zwischen der Seegefelder Straße und der Johann-Sebastian-Bach-Straße und gehört der Kirchengemeinde Dallgow im Kirchenkreis Falkensee, einem Teil der Evangelischen Kirche Berlin-Brandenburg-schlesische Oberlausitz.

## Architektur und Geschichte
Die im Kern spätgotische Saalkirche wurde im 16. Jahrhundert aus Feldstein gebaut und gegen Ende des 17. Jahrhunderts durch Umbauten barockisiert. Die Kirchengemeinde selbst datiert den Kirchbau bis ins 14. Jahrhundert zurück. Die Fenster des Kirchenschiffs wurden dabei korbbogig erweitert und an der Südwand mit Kielbogenportal wurde eine Vorhalle angebaut. Im Jahr 1869 kam es zu einem Brand eines nahegelegenen Bauernhauses, der auf die Kirche übergriff und den Kirchturm fast vollständig zerstörte. Der heutige verputzte und leicht eingezogene Westturm wurde 1875 angebaut. An der Westwand liegt ein rundbogiges Eingangsportal, im oberen Bereich hat der Turm an der breiten Seite drei und an der schmalen Seite zwei Schallöffnungen. 1941 wurde der Turm nach einer Anordnung des Reichsluftfahrtministeriums gekürzt, weil er dem Flugplatz Staaken zu nahe war, und mit einem Walmdach überzogen.
Die Ausstattung der Kirche stammt einheitlich aus dem späten 17. Jahrhundert. Auf der Westempore mit floraler Brüstungsbemalung steht ein Orgelprospekt mit gemaltem Akanthuswerk, darin befindet sich die heutige Orgel, die 1976 von Alexander Schuke Potsdam Orgelbau gebaut wurde. Das geschnitzte Altarretabel fertigte 1692 der Berliner Tischlermeister Caspar Schauer. Das Hauptfeld enthält ein Gemälde der Kreuzigung und darunter ein Abendmahlsbild. In dem halbrunden Altaraufsatz sitzen zwei Engelsputten. Die Kanzel mit polygonalem Kanzelkorb stammt von 1674 und ist mit Ecksäulchen sowie mit Bildern von Jesus Christus und den vier Evangelisten versehen. Das hölzerne Taufbecken mit kuppelförmigem Deckel wurde 1691 vermutlich von der gleichen Werkstatt wie die Kanzel gebaut.